# Ammophila laevicollis
Ammophila laevicollis är en biart som beskrevs av Édmond André 1886.
Ammophila laevicollis ingår i släktet Ammophila och familjen grävsteklar. Inga underarter finns listade i Catalogue of Life.